# 俄罗斯军事史学会
俄罗斯军事史学会是俄罗斯总统普京于2012年下令成立的组织，据其宣言称主要从事俄罗斯军事史的研究和普及工作。但该组织以对俄罗斯历史进行民族主义解读而臭名昭著。为了美化在桑达莫克发现的苏联大清洗时期的万人坑，军事史学会曾派工作人员前往当地试图寻找被芬兰军人杀死的苏联士兵的遗骸。而为了降低卡廷惨案的罪责，该组织还试图在当地寻找纳粹德国杀害波兰人的证据并重新提出苏联时期的相关说法。